# Paryphodes duus
Paryphodes duus är en tvåvingeart som beskrevs av Steyskal 1965. Paryphodes duus ingår i släktet Paryphodes och familjen bredmunsflugor.
Artens utbredningsområde är Liberia. Inga underarter finns listade i Catalogue of Life.